# Лексингтон (Охајо)
Лексингтон (енгл. Lexington) град је у америчкој савезној држави Охајо.

## Демографија
По попису из 2010. године број становника је 4.822, што је 657 (15,8%) становника више него 2000. године.
| Група             | 2000.         | 2010.         |
| Белци             | 4.031 (96,8%) | 4.598 (95,4%) |
| Афроамериканци    | 50 (1,2%)     | 60 (1,2%)     |
| Азијати           | 30 (0,7%)     | 49 (1,0%)     |
| Хиспаноамериканци | 37 (0,9%)     | 60 (1,2%)     |
| Укупно            | 4.165         | 4.822         |